# Cristóbal Pérez
Cristóbal Pérez Leal (* 23. August 1952 in Chiscas) ist ein ehemaliger kolumbianischer Radrennfahrer.

## Sportliche Laufbahn
Pérez war Straßenradsportler und Teilnehmer der Olympischen Sommerspiele 1976 in Montreal. Im Mannschaftszeitfahren kam der Vierer aus Kolumbien mit Cristóbal Pérez, Álvaro Pachón Morales, Julio Rubiano und Luis Manrique auf den 23. Platz.
1976 gewann er das Etappenrennen Vuelta a Boyacá mit zwei Etappensiegen. 1978 holte er einen Etappensieg in der Vuelta a Cundinamarca und 1980 zwei Tageserfolge in der Vuelta a Boyacá sowie den Sieg im Eintagesrennen Doble a Guasca. 1982 siegte er in der Vuelta a Columbia. In der Tour de l’Avenir 1982 wurde er Dritter hinter dem Sieger Greg Lemond. 1981 hatte er in der Kuba-Rundfahrt den 2. Platz belegt. 
In der Tour de France 1983 schied er aus, 1987 belegte er den 101. Platz.